# The Alarm (film, 1921)
Pour les articles homonymes, voir Alarm.
The Alarm est un film comique américain, muet, réalisé par Robert F. Hill, sorti en  1921 (aux États-Unis).

## Fiche technique
- Réalisation : Robert F. Hill
- Date de sortie : 17 décembre 1921

## Distribution
- Laura La Plante
- Lee Shumway
- Jim Corey